# Guang'an
Guang'an (en chino, 广安; pinyin, Guǎng'ān (escuchar)ⓘ) ; en sichuanés, kwang2an1) es una ciudad-prefectura situada en el este de la provincia de Sichuan en la República Popular China. Su área es de 6339 km² y su población total para 2010 superó los 3,2 millones de habitantes. 
Guang'an es conocida por ser la tierra natal del dirigente histórico chino Deng Xiaoping. Guang'an se encuentra entre las colinas de la meseta central de Sichuan y la zona de gargantas en torno al río Yangzi en el extremo oriental de la provincia. Debido a su situación estratégica, se la conoce como "la puerta de Sichuan Oriental".

## Administración
La ciudad-prefectura de Guang'an se divide en 6 localidades que se administran en 2 distritos urbanos, 1 ciudad suburbana y 3 condados rurales.
- Distrito Guang'an (广安区)
- Distrito Qianfeng (前锋区)
- Ciudad Huaying (华蓥市)
- Condado Yuechi (岳池县)
- Condado Wusheng (武胜县)
- Condado Linshui (邻水县	)

## Toponimia
El topónimo Guang'an [/kuáng-án/] significa  «(tierra) amplia y pacífica». En el año 969 durante la dinastía Song, se estableció una guarnición militar en el pueblo Nonghui, ubicado al pie de la montaña Xiuping dándole por nombre Guang'an tomando el significado de 'paz y prosperidad en un amplio territorio' (广土安辑 Guǎng
tǔ Ānjí).

## Geografía y clima
Guang'an se encuentra situada en una zona ascendente a lo largo de uno de los bordes de la cuenca de Sichuan. Cuenta con una superficie de 6344 km². La parte oriental de Guang'an es montañosa, mientras que la zona central presenta una orografía de colinas, más suave, y la parte occidental es bastante llana en comparación. La altitud oscila entre los 185 y los 1.704 metros sobre el nivel del mar. Los ríos principales son el río Qu (渠江), que atraviesa el centro del territorio, y el río Jialing (嘉陵江) en el oeste.
El clima es templado y monzónico. Los inviernos son templados y los veranos son muy calurosos. La media de precipitaciones se sitúa entre los 1000 y los 1500 mm. Las lluvias son escasas durante el invierno y la primavera, mientras que en verano se producen chubascos intensos. Durante el otoño, la lluvia y el viento son casi constantes.
| Parámetros climáticos promedio de Guang'an, (1991–2020 promedio, 1981–2010 extremas) | Parámetros climáticos promedio de Guang'an, (1991–2020 promedio, 1981–2010 extremas) | Parámetros climáticos promedio de Guang'an, (1991–2020 promedio, 1981–2010 extremas) | Parámetros climáticos promedio de Guang'an, (1991–2020 promedio, 1981–2010 extremas) | Parámetros climáticos promedio de Guang'an, (1991–2020 promedio, 1981–2010 extremas) | Parámetros climáticos promedio de Guang'an, (1991–2020 promedio, 1981–2010 extremas) | Parámetros climáticos promedio de Guang'an, (1991–2020 promedio, 1981–2010 extremas) | Parámetros climáticos promedio de Guang'an, (1991–2020 promedio, 1981–2010 extremas) | Parámetros climáticos promedio de Guang'an, (1991–2020 promedio, 1981–2010 extremas) | Parámetros climáticos promedio de Guang'an, (1991–2020 promedio, 1981–2010 extremas) | Parámetros climáticos promedio de Guang'an, (1991–2020 promedio, 1981–2010 extremas) | Parámetros climáticos promedio de Guang'an, (1991–2020 promedio, 1981–2010 extremas) | Parámetros climáticos promedio de Guang'an, (1991–2020 promedio, 1981–2010 extremas) | Parámetros climáticos promedio de Guang'an, (1991–2020 promedio, 1981–2010 extremas) |
| Mes                                                                                  | Ene.                                                                                 | Feb.                                                                                 | Mar.                                                                                 | Abr.                                                                                 | May.                                                                                 | Jun.                                                                                 | Jul.                                                                                 | Ago.                                                                                 | Sep.                                                                                 | Oct.                                                                                 | Nov.                                                                                 | Dic.                                                                                 | Anual                                                                                |
| ------------------------------------------------------------------------------------ | ------------------------------------------------------------------------------------ | ------------------------------------------------------------------------------------ | ------------------------------------------------------------------------------------ | ------------------------------------------------------------------------------------ | ------------------------------------------------------------------------------------ | ------------------------------------------------------------------------------------ | ------------------------------------------------------------------------------------ | ------------------------------------------------------------------------------------ | ------------------------------------------------------------------------------------ | ------------------------------------------------------------------------------------ | ------------------------------------------------------------------------------------ | ------------------------------------------------------------------------------------ | ------------------------------------------------------------------------------------ |
| Temp. máx. abs. (°C)                                                                 | 17.1                                                                                 | 22.4                                                                                 | 31.8                                                                                 | 35.7                                                                                 | 37.1                                                                                 | 36.8                                                                                 | 39.1                                                                                 | 41.8                                                                                 | 41.9                                                                                 | 34.3                                                                                 | 25.4                                                                                 | 17.7                                                                                 | '                                                                                    |
| Temp. máx. media (°C)                                                                | 9.4                                                                                  | 12.4                                                                                 | 17.5                                                                                 | 23.0                                                                                 | 26.4                                                                                 | 28.8                                                                                 | 32.5                                                                                 | 32.8                                                                                 | 27.4                                                                                 | 21.2                                                                                 | 16.2                                                                                 | 10.4                                                                                 | 21.5                                                                                 |
| Temp. media (°C)                                                                     | 6.6                                                                                  | 9.0                                                                                  | 13.1                                                                                 | 18.2                                                                                 | 21.7                                                                                 | 24.5                                                                                 | 27.7                                                                                 | 27.6                                                                                 | 23.1                                                                                 | 17.8                                                                                 | 13.1                                                                                 | 7.9                                                                                  | 17.5                                                                                 |
| Temp. mín. media (°C)                                                                | 4.5                                                                                  | 6.5                                                                                  | 10.1                                                                                 | 14.6                                                                                 | 18.2                                                                                 | 21.4                                                                                 | 24.1                                                                                 | 23.8                                                                                 | 20.2                                                                                 | 15.6                                                                                 | 11.0                                                                                 | 6.1                                                                                  | 14.7                                                                                 |
| Temp. mín. abs. (°C)                                                                 | -2.7                                                                                 | -0.1                                                                                 | -0.4                                                                                 | 4.8                                                                                  | 9.3                                                                                  | 14.2                                                                                 | 17.8                                                                                 | 17.5                                                                                 | 12.8                                                                                 | 3.2                                                                                  | 2.5                                                                                  | -2.7                                                                                 | '                                                                                    |
| Precipitación total (mm)                                                             | 16.3                                                                                 | 19.9                                                                                 | 44.6                                                                                 | 87.0                                                                                 | 152.8                                                                                | 180.4                                                                                | 174.7                                                                                | 128.2                                                                                | 126.1                                                                                | 99.9                                                                                 | 45.2                                                                                 | 18.6                                                                                 | 1093.7                                                                               |
| Días de precipitaciones (≥ 0.1 mm)                                                   | 9.6                                                                                  | 8.7                                                                                  | 10.6                                                                                 | 12.9                                                                                 | 15.0                                                                                 | 15.8                                                                                 | 12.3                                                                                 | 11.3                                                                                 | 13.1                                                                                 | 15.6                                                                                 | 10.7                                                                                 | 9.5                                                                                  | 145.1                                                                                |
| Días de nevadas (≥ 1 mm)                                                             | 0.6                                                                                  | 0.3                                                                                  | 0                                                                                    | 0                                                                                    | 0                                                                                    | 0                                                                                    | 0                                                                                    | 0                                                                                    | 0                                                                                    | 0                                                                                    | 0                                                                                    | 0.1                                                                                  | 1                                                                                    |
| Horas de sol                                                                         | 40.3                                                                                 | 47.1                                                                                 | 93.5                                                                                 | 129.4                                                                                | 132.0                                                                                | 125.1                                                                                | 190.4                                                                                | 193.4                                                                                | 115.6                                                                                | 67.8                                                                                 | 55.8                                                                                 | 34.1                                                                                 | 1224.5                                                                               |
| Humedad relativa (%)                                                                 | 85                                                                                   | 81                                                                                   | 77                                                                                   | 77                                                                                   | 78                                                                                   | 82                                                                                   | 78                                                                                   | 75                                                                                   | 82                                                                                   | 87                                                                                   | 87                                                                                   | 87                                                                                   | 81.3                                                                                 |
| Fuente: Administración meteorológica de China                                        |                                                                                      |                                                                                      |                                                                                      |                                                                                      |                                                                                      |                                                                                      |                                                                                      |                                                                                      |                                                                                      |                                                                                      |                                                                                      |                                                                                      |                                                                                      |

## Economía
La economía de Guang'an depende sobre todo de los recursos naturales. Cuenta con abundantes recursos mineros y el suelo es objeto de una intensa actividad agrícola.

## Turismo
La casa-museo natal de Deng Xiaping se encuentra en la aldea de Paifang (牌坊村) en la ciudad de Xiexing (协兴镇). Guang'an cuenta también con numerosos parques naturales.